# Gemeinsame Armee

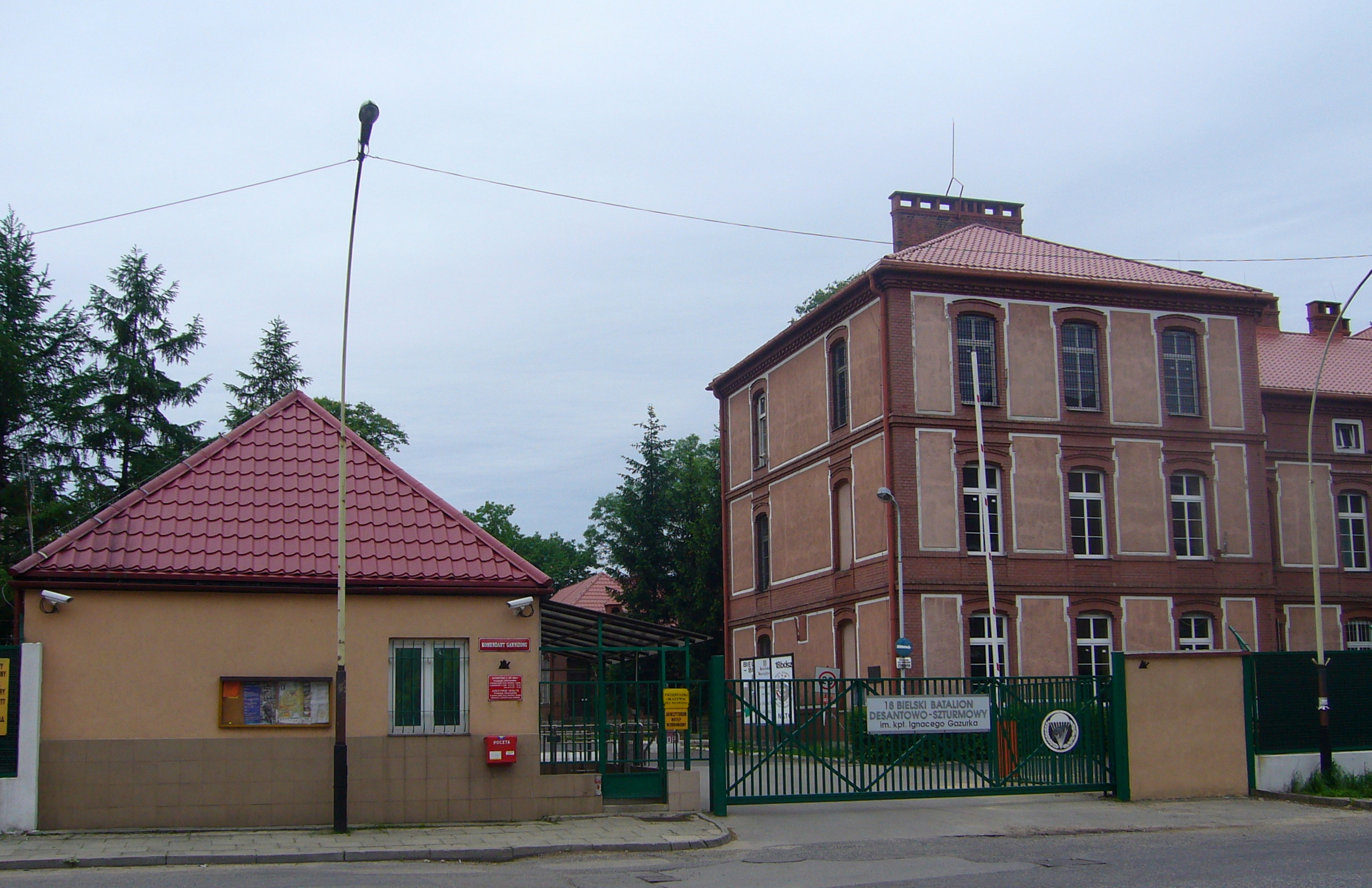
La caserma del 3º Reggimento ulani a Bielitz, usata oggi dalle forze armate polacche.

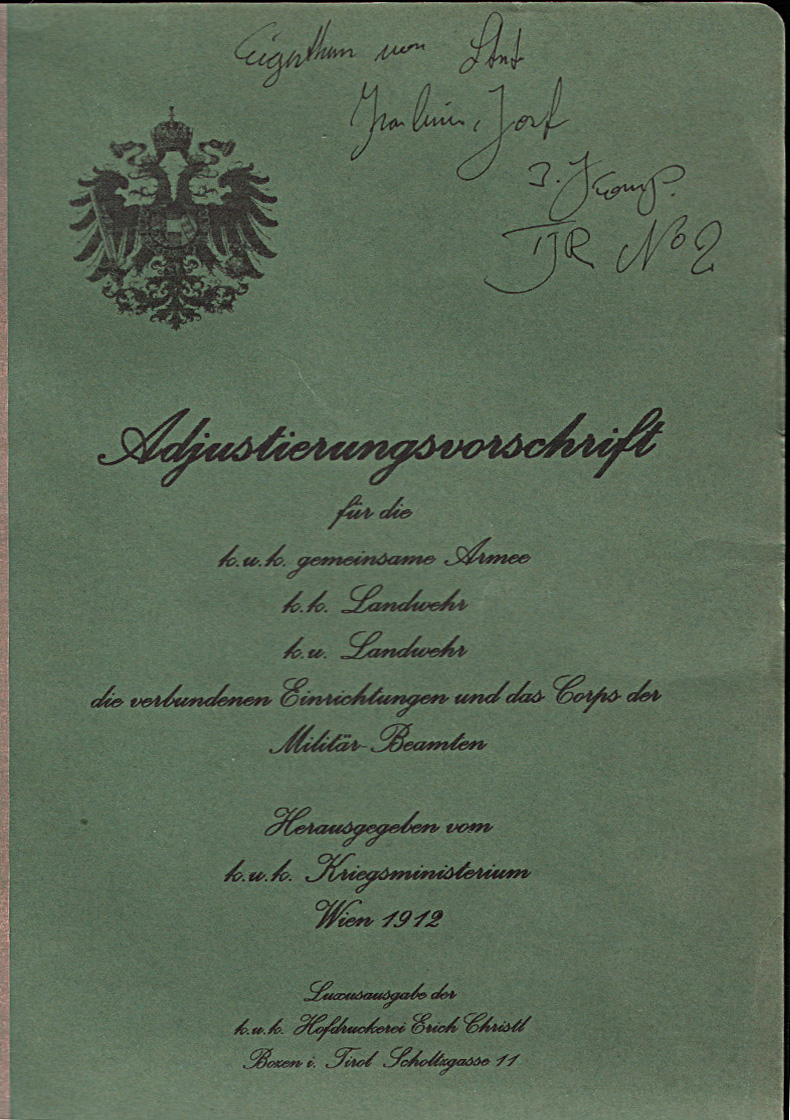
Regolamento sulle uniforme del 1867 (edizione 1911/12).

Il Gemeinsame Armee o Esercito comune era la designazione ufficiale della componente maggiore dell'Imperial regio Esercito austro-ungarico, insieme alla k.k. Landwehr austriaca e la Honvéd ungherese. In tempo di pace era anche designato semplicemente come Heer ("esercito").
Istituito il 15 marzo 1867, si disciolse praticamente il 31 ottobre 1918, quando le componenti ungheresi lasciarono la forza armata. Esso formava il principale elemento operativo delle forze armate (Bewaffnete Macht o Wehrmacht) della Duplice Monarchia, che comprendevano, oltre ai già detti corpi, la k.u.k. Kriegsmarine. Durante la prima guerra mondiale tutte le forze di terra e di mare erano subordinate al Armeeoberkommando, insediatosi nel 1914.

## Storia

### Origini del nome
Fino al 1889 le forze armate portavano il titolo di "k.k." (kaiserlich österreichisch, königlich böhmisch, "imperiale austriaco, reale boemo"), non corretto dopo il compromesso del 1867. Solo per espresso volere del Regno d'Ungheria venne introdotta in quell'anno la designazione "k.u.k." (kaiserlich und königlich, imperiale e regio), per chiarire la distinzione tra la nuova k.k. Landwehr austriaca e la nuova k.u. Honvéd. La Kriegsmarine non usava spesso il prefisso "k.u.k." perché nell'impero c'erano poche altre forze navali oltre ad essa.

## Costituzione
Dopo il Compromesso Austro-Ungarico del 15 marzo 1867 l'esercito e la marina non erano più istituzioni di un singolo stato, ma della nuova Duplice Monarchia, composta da due stati su base di parità: l'Impero austriaco (Cisleithania) ed il non più subordinato Regno d'Ungheria (Transleithania), legati in unione personale.
Da questo punto in poi, l'Imperatore Francesco Giuseppe, fino a quel momento "Imperatore d'Austria, Re d'Ungheria, Boemia, Croazia, Dalmazia, Galizia, etc.", portò il titolo di "Imperatore d'Austria e Re d'Ungheria". Il Ministero della guerra dell'Impero austro-ungarico si rapportava con il monarca, che comunicava con le forze armate con la nuova Cancelleria Militare di S.M. l'Imperatore e Re. L'Imperiale e Reale Ministro della guerra (k.u.k. Kriegsministerium) era responsabile dell'amministrazione e del mantenimento delle strutture di esercito e marina; lo Stato Maggiore era responsabile della strategia; il suo Capo di Stato Maggiore aveva il diritto di rivolgersi direttamente al monarca.

## Componenti dell'Esercito comune
La legge austriaca dell'11 aprile 1889 (ed una identica legge approvata in Ungheria), che sostituiva la legge sulla difesa promulgata nel 1868 e modificata nel 1882, stabiliva chiaramente nella sezione 2 che:
Le forze armate sono divise in Esercito, Marina, Landwehr e Landsturm.
Nella sezione 14 la leva annuale per esercito e marina venne stabilita in 103.000 coscritti; di questi 60.389 dovevano prevenire dai "regni e domini rappresentati nel Reichsrat". La quota della k.k. Landwehr austriaca era di 10.000 uomini. Le quote venivano riviste in base alle esigenze delle forze armate ogni 10 anni tramite un accordo politico tra Austria e Ungheria. La k.k. Landwerh austriaca e la k.u. Honvéd ungherese non erano subordinate al Ministero della guerra dell'Impero austro-ungarico, ma rispettivamente al Ministero della difesa nazionale (k.k. Ministerium für Landesverteidigung) austriaco e dal k.u. Honvédministerium ungherese.

### Finanziamento
In tutte le questioni di interesse comune, come il Gemeinsame Armee, vi era una suddivisione fissa dei costi tra le due parti dell'Impero. Dal 1867 l'Ungheria sosteneva il 30% della spesa totale; questa quota fu aumentata al 31,4% alla rinegoziazione del Compromesso nel 1888 ed al 36,4% in quella del 1907. La spesa totale per Esercito comune, Landwehr e Marina nel 1912 si aggirava su 670 milioni di corone austro ungariche, cioè meno del 3,5% del reddito nazionale. L'Impero russo, il Regno d'Italia e l'Impero tedesco nello stesso anno spendevano il 5% per le forze armate. L'Austria-Ungheria rimase quindi una grande potenza con le spese militari più basse.

### Gli anni del declino
Nel lungo periodo di pace delle ultime decadi del XIX secolo, esercito e marina vennero sempre più trascurati. Le spese militari non godevano di popolarità presso il Reichsrat e la Dieta ungherese, almeno per forze comuni. La modernizzazione dell'esercito, più bisognoso, venne rimandata ad oltranza. Questo causò problemi al momento della mobilitazione del 1914. Facevano eccezioni le truppe da montagna del k.k. Landwehr (Kaiserlich-königlich Gebirgstruppe), ben equipaggiate ed addestrate.
In vista dell'Ausgleich i politici ungheresi chiesero ripetutamente di istituire un esercito ungherese separato. Il monarca con l'accordo del 1867 raggiunse un compromesso: alle due metà dell'Impero venne consentito di mantenere due eserciti territoriali, in aggiunta all'Esercito comune.
Tuttavia l'Imperatore e Re esaltò principalmente l'unità dei Esercito e Marina sancita dal Compromesso e rinforzò quindi l'Esercito comune nel 1903 dopo ulteriori tentativi ungheresi di ottenere un esercito indipendente. Così il monarca si esprimeva nel suo Ordine del giorno a Chłopy (un'area addestrativa in Galizia):
 Fedeli al loro giuramento, tutte le mie forze armate stanno procedendo nel compimento del loro grave dovere, intrise di quello spirito di unità ed armonia, che rispetta ogni carattere nazionale e tutti i contrasti scioglie, sfruttando i particolari meriti di ogni popolo per il bene di un Tutto più grande. ... Unito ed uniforme, così come'è, deve rimanere il mio esercito

### Tempi di guerra
Dal 1867 al 1914 l'Imperial regio Esercito austro-ungarico dovette affrontare una sola emergenza: l'occupazione austriaca della Bosnia-Erzegovina in conseguenza del Congresso di Berlino del 1878. Il dispiegamento di forze fu reso necessario dall'insorgere di resistenza armata. Nel 1908, parte dell'Esercito comune fu nuovamente mobilitato per soffocare le rivolte in Bosnia-Erzegovina.
Dopo l'attentato di Sarajevo nell'estate del 1914, l'ottantaquattrenne Imperatore e Re nominò l'Arciduca Federico d'Asburgo-Teschen comandante in capo del k.u.k. Armee, non avendo egli stesso voluto ricoprire questo ruolo in tempo di guerra sin dal 1859. Come da accordi, l'Arciduca Federico lasciò ogni decisione operativa al suo Capo di Stato Maggiore, Franz Conrad von Hötzendorf. Dopo la sua salita al trono nel novembre 1916, Carlo I d'Austria assunse personalmente il comando delle forze armate.

## Organizzazione

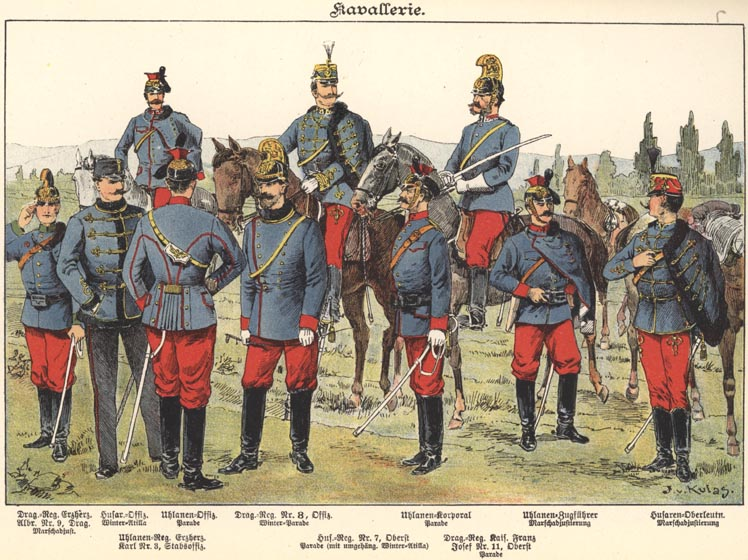
k.u.k. Kavallerie, 1900 circa.

Le forze armate imperial-regie (Bewaffnete Macht o Wehrmacht) erano formate da:
- k.u.k. Kriegsmarine: Imperiale e Regia Marina da guerra.
- k.u.k. Armee: Imperial regio Esercito austro-ungarico, formato a sua volta da:
  - Gemeinsame Armee: esercito comune;
  - Magyar királyi honvédség (o k.u. Honvéd: esercito territoriale della Transleithania;
  - k.k. Landwehr: esercito territoriale della Cisleithania.

Dal 1915 tutti i titoli supplementari ed onorifici dei nomi dei reggimenti furono ufficialmente aboliti in favore dell'esclusiva designazione numerica. In pratica ciò non accadde: innanzitutto perché nessuno si preoccupò di applicare la decisione e secondariamente perché la parsimoniosa amministrazione militare ordinò di esaurire prima tutti i timbri e le carte intestate esistenti.

## Reclutamento
Diversamente da k.k. Landwehr e k.u. Honvéd, l'Esercito comune e la k.u.k. Kriegsmarine reclutavano i propri soldati da tutto i territori della Duplice Monarchia, sia dalla Cis- che dalla Transleithania, anche se la maggioranza del personale della Marina proveniva dalla regione di Trieste e dal litorale austriaco e parlava italiano. Tutte le unità che venivano reclutate dal Regno d'Ungheria (incluse Alta Ungheria, Transilvania e Banato) e dal Regno di Croazia-Slavonia (che faceva parte delle Terre della Corona di Santo Stefano) venivano designate come ungarischen Regimenter ("reggimenti ungheresi"). Tutte le altre unità, provenienti dal resto dell'Impero, venivano designate come deutsche Regimenter ("reggimenti tedeschi"), indipendentemente dal fatto che fossero composti da reclute polacche o italofone trentine. I reggimenti tedeschi e quelli ungheresi differivano per le uniformi, ma la distinzione non indicava che la rispettiva lingua fosse usata all'interno dell'unità.
L'ordine di battaglia del Gemeinsame Armee:
- 57 reggimenti di fanteria "tedeschi"
- 45 reggimenti di fanteria "ungheresi"
- 4 reggimenti di fanteria bosniaca-erzegovinese con speciale status in termini di uniformi e lingua
- i battaglioni di cacciatori (Jäger) appartenenti ai reggimenti di fanteria seguivano lo stesso sistema organizzativo
- artiglieria, genio militare, treno logistico e cavalleria erano pure organizzati per nazionalità, ma senza indicazioni nel nome dell'unità. Tuttavia per la cavalleria l'origine era rintracciabile dalla specialità: gli ussari provenivano dalle Terre della Corona di Santo Stefano (parlanti ungherese, slovacco, rumeno, croato e tedesco), gli ulani dalla Galizia (parlanti polacco ed ucraino) ed i dragoni dalla Cisleithania (parlanti ceco e tedesco).

Le forze armate erano sotto il comando dell'Imperatore e Re, in quanto "supremo signore della guerra" (allerhöchster Kriegsherr). Questo titolo aveva solo valenza formale in quanto, dopo la sfortunata campagna condotta in Italia da Francesco Giuseppe I d'Austria nel 1859, il monarca si era ritirato dal comando operativo, che venne da allora esercitato dal k.u.k. Kriegsministerium di Vienna e, nella prima guerra mondiale, dal Comandante in capo Arciduca Federico d'Asburgo-Teschen, che lasciò ogni decisione operativa al suo Capo di Stato Maggiore, Franz Conrad von Hötzendorf. Dopo la sua salita al trono nel novembre 1916, Carlo I d'Austria assunse personalmente il comando delle forze armate.
Francesco Giuseppe I non fece mai speciali visite alle truppe, ma ispezionava i reggimenti locali nei suoi viaggi nell'Impero e partecipò alle "esercitazioni imperiali" (Kaisermanövern) annuali fino ad età avanzata. Inoltre, quando non era all'estero, si mostrava sempre nella sua uniforme da maresciallo di campo, a testimoniare il legame con i suoi soldati. Il trentenne imperatore Carlo I, che gli successe sul trono a metà della guerra, prese molto sul serio il suo titolo di comandante e visitò instancabilmente il fronte e le truppe.
Una caratteristica dell'Esercito comune erano i frequenti cambi di posto di guarnigione. I battaglioni dei singoli reggimenti venivano spostati a brevi intervalli (nel 1910 solo tre reggimenti di fanteria dellEsercito comune erano basati interamente in una caserma: il k.u.k. Infanterieregiment Nr. 14 a Linz, il k.u.k. Infanterieregiment Nr. 30 a Leopoli ed il k.u.k. Infanterieregiment Nr. 41 a Černivci). Di conseguenza veniva meno il tradizionale rapporto tra il reggimento e specifici luoghi e popolazioni locali (che altrove, per esempio nell'Impero tedesco, veniva invece promosso). Le truppe erano spesso dislocate all'altro capo dell'Impero, cosicché, in caso di disordini, esse non fraternizzavano con la popolazione locale. Questa distribuzione capillare portava però ad una cronica mancanza di caserme, tanto che spesso le singole compagnie venivano separate dal battaglione ed alloggiate indipendentemente. Grandi sforzi furono compiuti negli anni precedenti la Grande Guerra per costruire nuove caserme ed adeguare quelle esistenti, cosicché egli ultimi anni della Duplice Monarchia questa pratica era marcatamente ridotta.

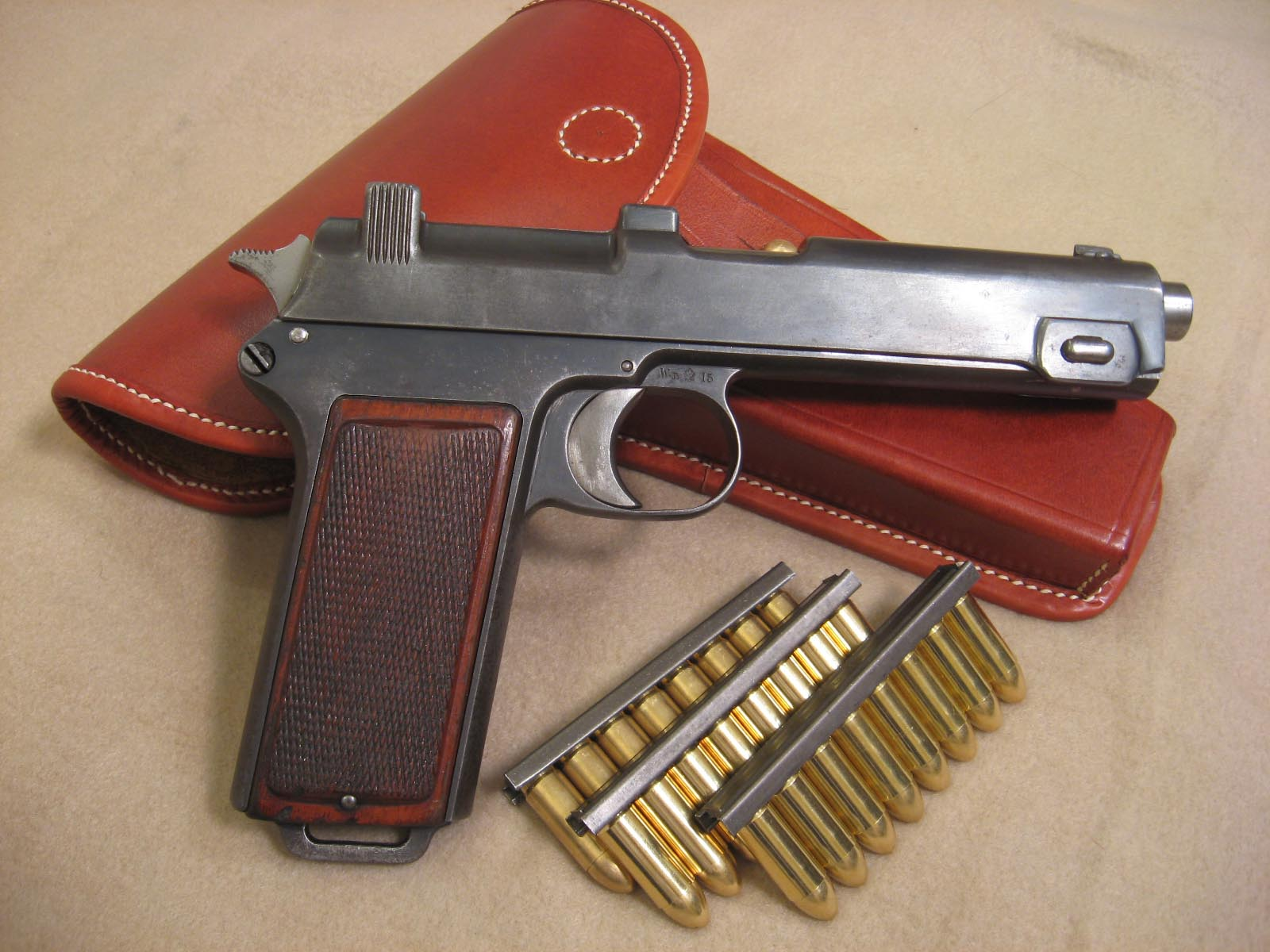
Steyr M1912

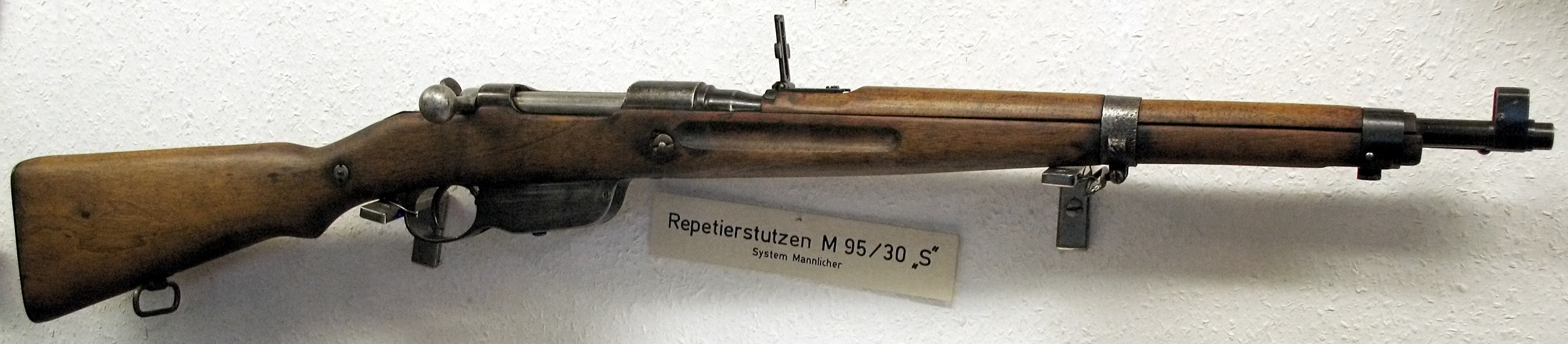
M1895/30

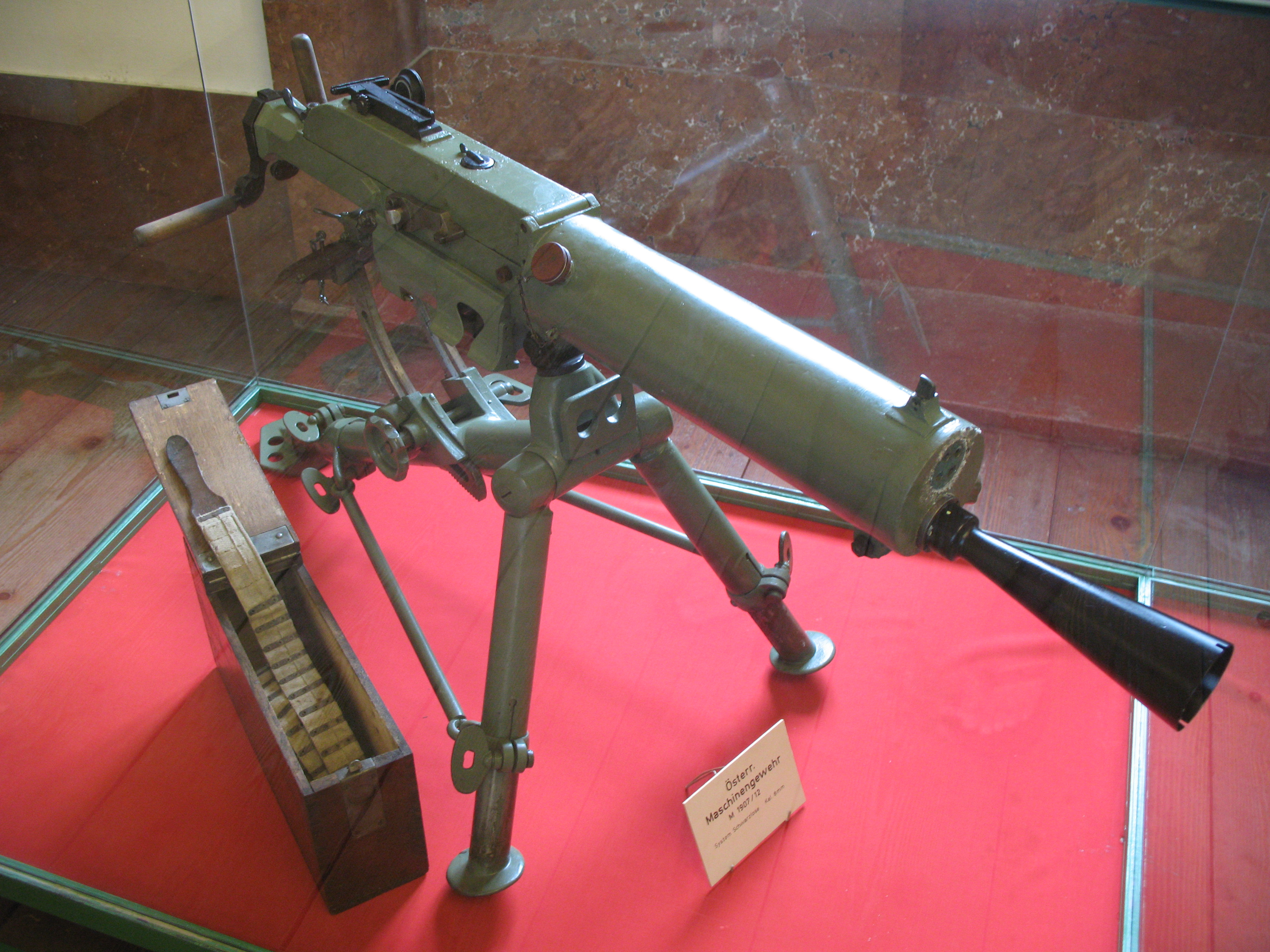
Schwarzlose M07/12

## Armamento
La sconfitta subita nella Battaglia di Sadowa mise l'Imperatore e gli alti comandi di fronte alle deficienze sia termini di armamento, equipaggiamento ed uniformi che di organizzazione e tattiche. Vennero introdotte rapidamente le armi a retrocarica, provvedimento a lungo rimandato e che si era dimostrato decisivo per la vittoria prussiana. I fucili Lorenz ad avancarica vennero convertiti in retrocarica su progetto dell'armaiolo viennese Karl Wänzel. Questa soluzione tampone venne rapidamente superata dal sistema a blocco ribaltabile dei fucili Werndl, che equipaggiarono le forze imperiali per oltre un ventennio ed il cui successo fu tale da rendere la Österreichische Waffenfabriksgesellschaft di Steyr la maggiore industria armiera di quegli anni.
Il successivo grande salto tecnologico fu lo sviluppo di armi portatili a ripetizione. Venne adottato il sistema ad otturatore scorrevole ideato da Ferdinand Mannlicher, con serbatoio da 5 colpi al centro della cassa in legno. Questo sistema, standardizzato nel k.u.k. Armee nel 1886, fu una delle più avanzate armi di quel periodo ed una sua evoluzione, il Steyr-Mannlicher M1895, equipaggiò i soldati imperiali fino alla fine della prima guerra mondiale.
Anche le armi bianche subirono il processo di standardizzazione nel periodo che va dal 1861 e la fine della monarchia asburgica. Questo processo diede vita alle sciabole da cavalleria M1861, M1869 e M1904, la sciabola da cavalleria leggera M1877, la sciabola da fanteria M1862, la sciabola per k.k. Gebirgstruppe (usata anche tra le due guerre dalla polizia di Vienna) e la sciabola da pioniere M1853 (una lama pesante che veniva usata sia per il combattimento che come strumento da taglio).
Lo sviluppo delle armi portatili passò attraverso due differenti fasi. Nel 1870 furono introdotti i revolver in sostituzione delle precedenti pistole monocolpo ad avancarica, in due modelli progettati da Leopold Gasser: il Gasser M1870 in calibro 11 mm e, quattro anni più tardi, la versione migliorata Gasser 1870/74. A questi seguirono le pistole da ufficiali in calibro 9 mm Gasser-Kropatschek M1876 e 8 mm Rast & Gasser M1898. Negli anni precedenti la guerra entrarono in servizio le pistole semiautomatiche Roth-Steyr M1907 e Steyr M1912.
Dalla fine dell'Ottocento molti paesi si cimentarono nello sviluppo della mitragliatrice. In Austria-Ungheria nel 1890 il maggiore Georg von Dormus e l'Arciduca d'Austria Francesco Salvatore d'Asburgo-Lorena brevettarono la Salvator-Dormus M1893. Tuttavia quest'arma tecnologicamente all'avanguardia non era adatta all'uso sul campo, che divenne realtà solo con la realizzazione da parte di Andreas Schwarzlose dell'omonima mitragliatrice, entrata in servizio a partire dal 1907 come M1907 e M1907/12. Entrambe le pistole semiautomatiche, così come la Schwarlose, furono usate dall'Österreichisches Bundesheer fino al 1938, dopo lo scioglimento del k.u.k. Armee nel 1918.

## Bandiere reggimentali
Presso il Gemeinsame Armee erano in uso solo due tipi di bandiere reggimenteli.
- reggimenti e battaglioni avevano una bandiera rettangolare bianca con al dritto l'Aquila bicipite con lo stemma araldico di tutti i regni ed i domini dell'Impero; sul rovescio era ricamata l'Immacolata con corona e 12 stelle intorno al capo.
- gli k.u.k. Infanterieregiment Nr.2, 4, 39, 41 e 57 portavano una bandiera rettangolare gialla con l'Aquila imperiale sia sul dritto che sul rovescio.

Entrambi i tipi di bandiera erano bordate su tre lati da un pattern a dentelli gialli, neri, rossi e bianchi. Le bandiere misuravano 132 × 176 cm ed erano in seta, assemblate in due pezzi costituiti dalle due facce.

Bandiera dell'Esercito comune bianca (dritto)
Bandiera dell'Esercito comune bianca (rovescio)
Bandiera dell'Esercito comune gialla (facce identiche)

## Coscrizione
La coscrizione generale fu introdotta nel 1866. Essa fu regolata nel 1868 da identiche leggi in Austria ed in Ungheria. La leva alimentava la Gemeinsame Armee, la k.u.k. Kriegsmarine, la Landwehr e la Landsturm.
La durata del servizio era di 12 anni:
- 3 anni di servizio attivo in unità di linea
- 7 anni nella riserva
- 2 anni in unità non attive della Landwehr.

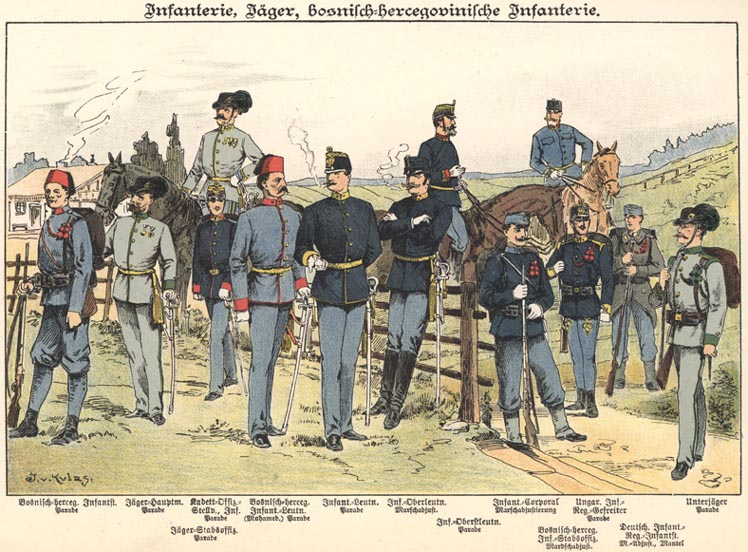
k.u.k. Infanterie, 1900 circa.

Erano previsti anche i "volontari per un anno" (Einjährig-Freiwilliger), ovvero dei coscritti che pagavano "volontariamente" di tasca propria le spese di equipaggiamento, vestizione, vitto ed alloggio in cambio della riduzione della ferma ad un solo anno. La chiamata alla leva avveniva a 21 anni. Tutti i maschi tra 19 e 42 anni erano richiamabili nella Landsturm, tranne chi serviva nell'Esercito comune, nella Landwehr e nella riserva.

## Religione
Nelle forze armate della Duplice Monarchia vigeva uno scrupoloso rispetto delle diverse religioni dei sudditi in uniforme. Oltre ovviamente ai cappellani militari cattolici e greco-ortodossi, i reparti musulmani della fanteria bosniaca-erzegovinese disponevano di imam in uniforme, così come i serbi avevano i loro cappellani serbo-ortodossi. I soldati di fede ebraica erano assistiti da rabbini militari.

## Ordine di battaglia di pace a luglio 1914

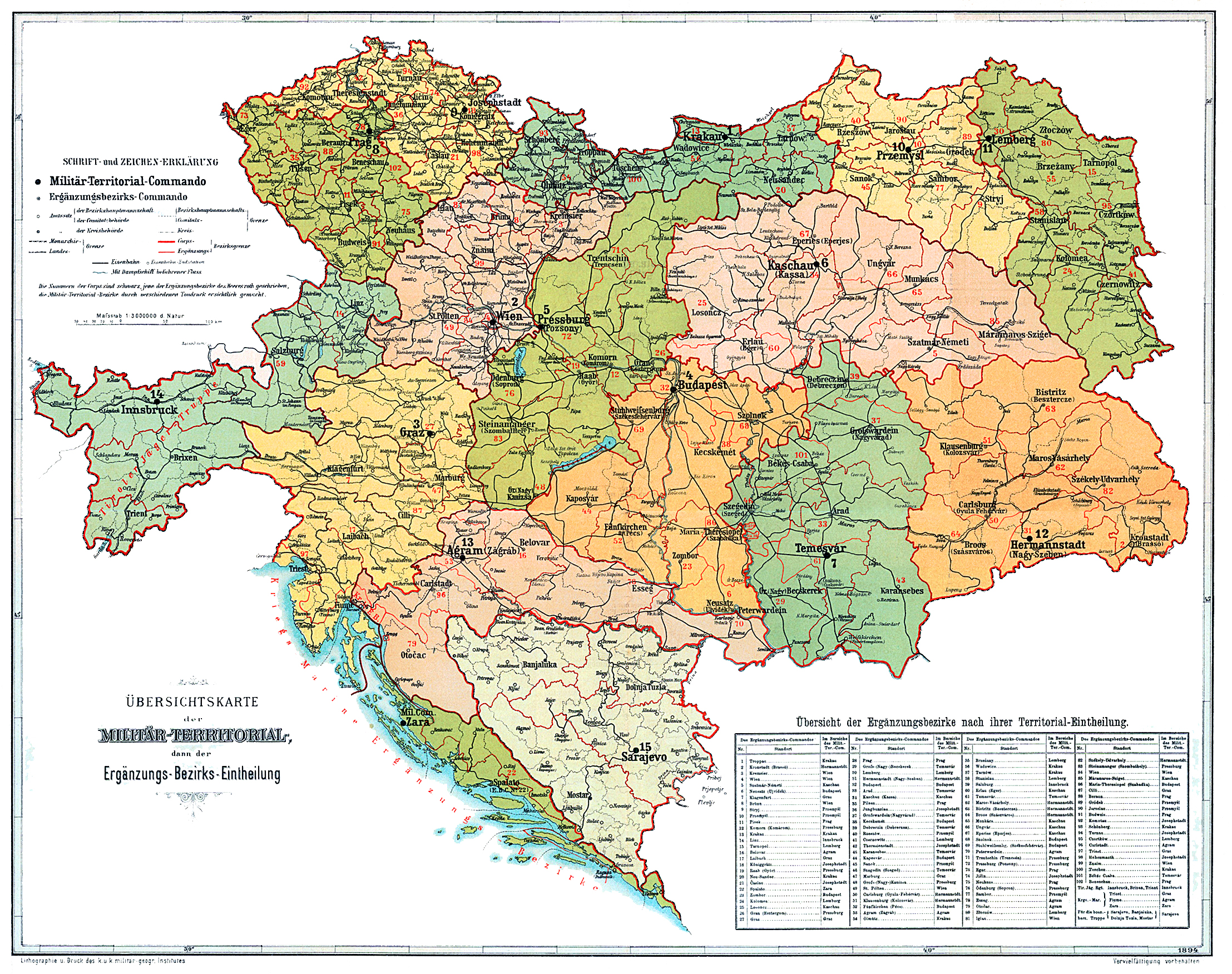
Aree di reclutamento dell'Imperial regio Esercito austro-ungarico.

A luglio 1914, l'ordine di battaglia in tempo di pace dell'Esercito comune era il seguente:
- 16 corpi d'armata
- 49 divisioni di fanteria - 76 brigate di fanteria - 14 brigate di fanteria da montagna
- 8 divisioni di cavalleria -16 brigate di cavalleria

Infanterie:
- 102 reggimenti di fanteria (Infanterie-Regimenter), ognuno su 4 battaglioni
- 4 reggimenti di fanteria bosniaca-erzegovinese (Bosnisch-Hercegovinische Infanterie) ognuno su 4 battaglioni
- 4 reggimenti di Kaiserjäger tirolesi ognuno su 4 battaglioni
- 29 battaglioni di Feldjäger (cacciatori)  - 1 battaglione cacciatori bosniaco-erzegovinese (Bosnisch-Hercegowinisches Feldjäger Bataillon)

Kavallerie:
- 15 reggimenti di dragoni (k.u.k. Dragoner)
- 16 reggimenti di ussari (k.u.k. Husaren)
- 11 reggimenti di ulani (k.u.k. Ulanen)

Questa distinzione aveva ormai solo ragioni storiche e le uniche differenze pratiche tra la cavalleria pesante (ulani) e quella leggera si limitavano alle uniformi ed ai titoli delle unità.
Artillerie:
- 42 reggimenti di cannoni campali (Feldkanonen-Regimenter)
- 14 reggimenti di obici campali (Feldhaubitz-Regimenter)
- 11 battaglioni di artiglieria a cavallo (Reitende Artillerie- Divisionen)
- 14 battaglioni di obici pesanti (Schwere Haubitz-Divisionen)
- 11 reggimenti di artiglieria da montagna (Gebirgsartillerie Regimenter)
- 6 reggimenti di artiglieria da fortezza (Festungsartillerie Regimenter)
- 8 (poi 10) battaglioni indipendenti di artiglieria da fortezza (selbst. Festungsartillerie Bataillone)

Train Truppe:
- 16 divisioni logistiche (Train-Divisionen)

Technische Truppe:
- 14 battaglioni zappatori (Sappeur-Bataillone)
- 9 battaglioni genieri (Pionier-Bataillone)
- 1 battaglione pontieri (Brücken-Bataillon)
- 1 battaglione genio ferrovieri (Eisenbahn-Regiment)
- 1 reggimento telegrafisti (Telegraphen-Regiment)

I cosiddetti battaglioni di marcia (Marschbataillone) erano usati per aumentare l'organico dei reparti per la mobilitazione o per rimpiazzare le perdite. Mancava invece un sistema di reggimenti di riserva come quello tedesco.

## Lingue
Nello stato multinazionale della Duplice Monarchia, il tedesco era la lingua ufficiale del sistema di comando e controllo. I circa 100 principali comandi militari in tedesco, necessari per l'esecuzione dei normali compiti, venivano imparati da ogni soldato. Tuttavia solo una parte relativamente piccola delle unità dell'Esercito comune parlavano esclusivamente tedesco; mentre nella Marina addirittura la lingua più parlata era l'italiano.
La "lingua di servizio" per le comunicazione tra le unità erano il tedesco nell'Esercito comune e della k.k. Landwehr e l'ungherese nella Honvéd.
La "lingua di reggimento" era usata per le comunicazioni a livello di reggimento. Era la lingua usata dalla maggioranza dei soldati. Se, come nel caso del k.u.k. Infanterieregiment Nr.100 di Cracovia, una unità era composta dal 27% di tedeschi, 33% di cechi e 37% di polacchi, essendo le parti più o meno equivalenti, vi erano tre "lingue reggimentali". Ogni ufficiale doveva imparare la "lingua reggimentale" entro tre anni. In tutto, l'Impero riconosceva 11 lingue ufficiali.

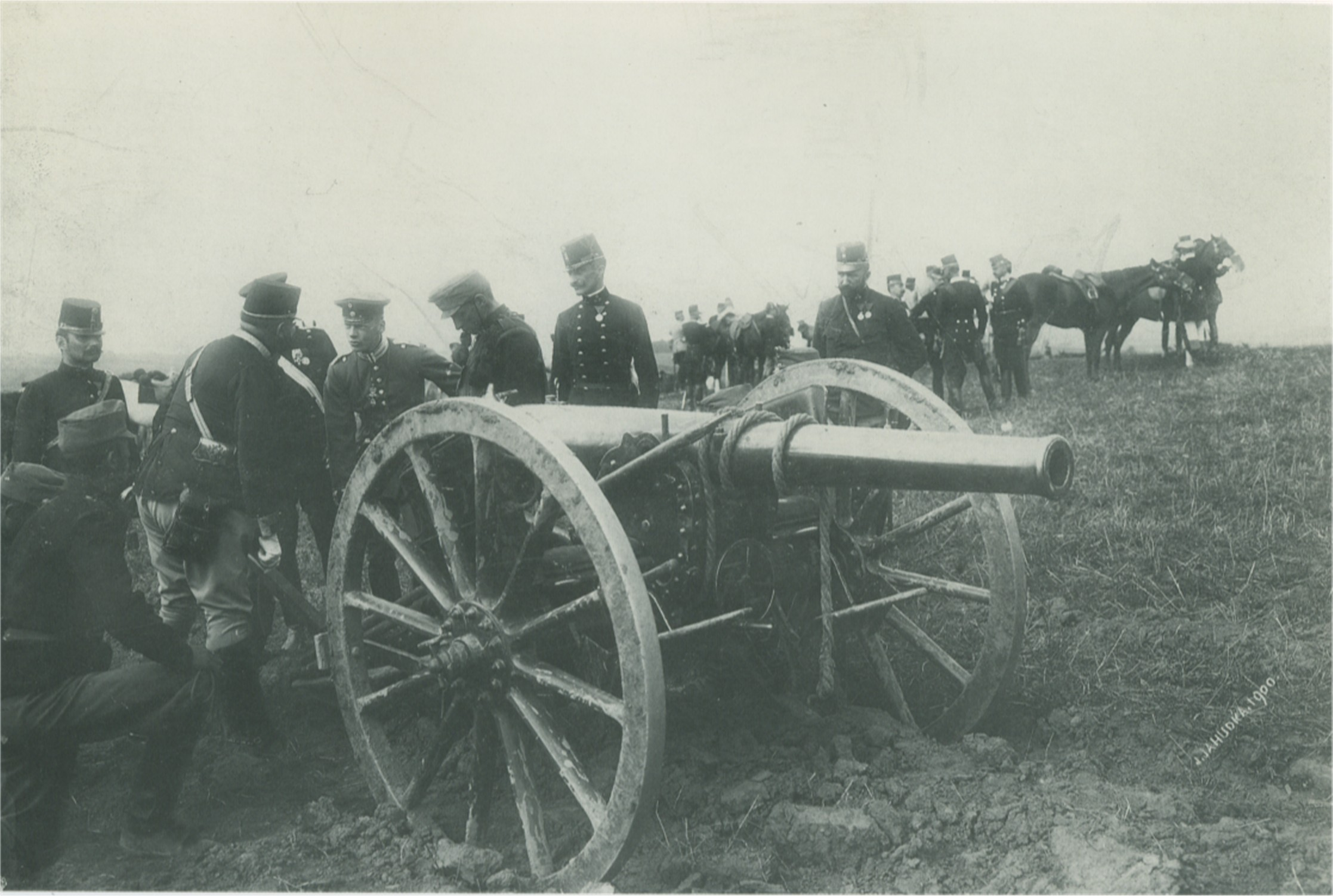
k.u.k. Feldartillerie (artiglieria da campagna), 1900 circa.

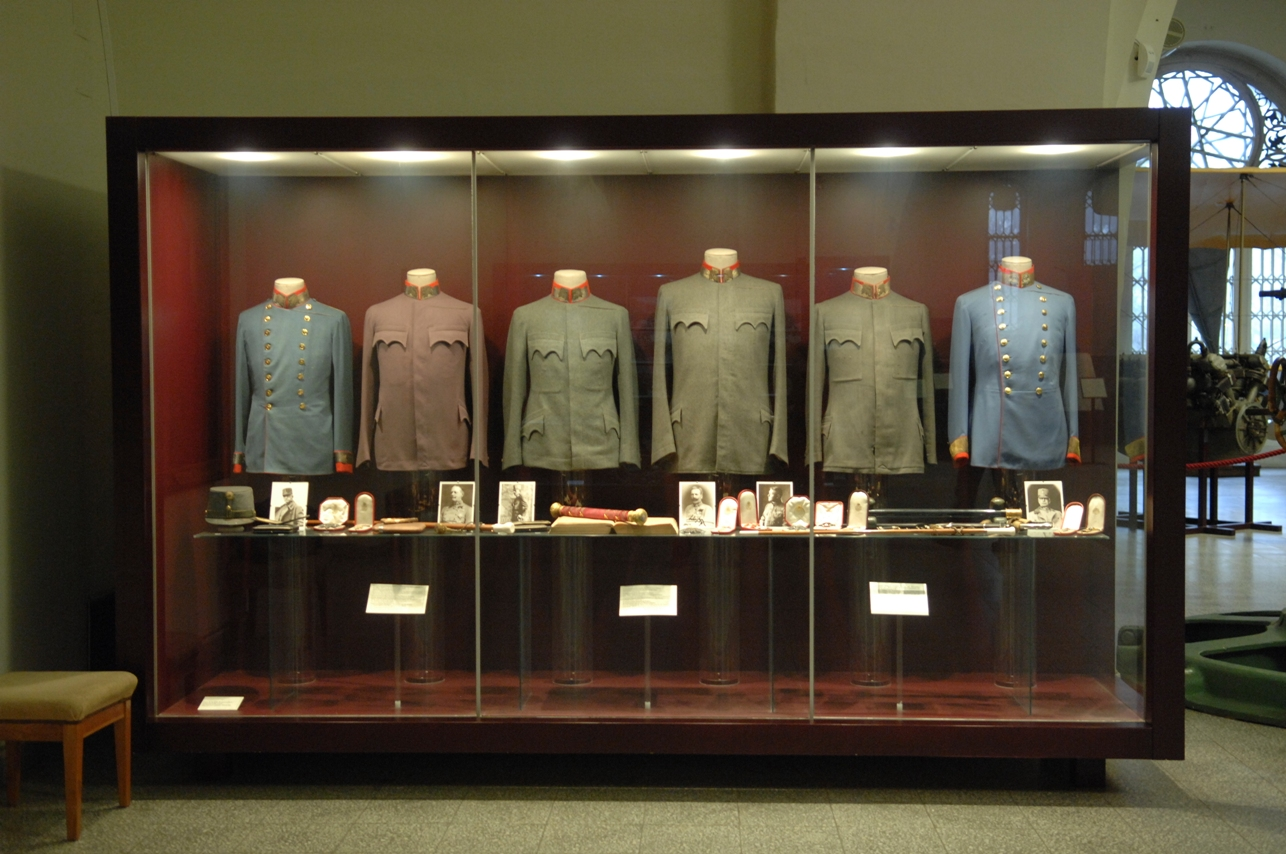
Uniformi del k.u.k. Armee esposte nel Heeresgeschichtliches Museum di Vienna.

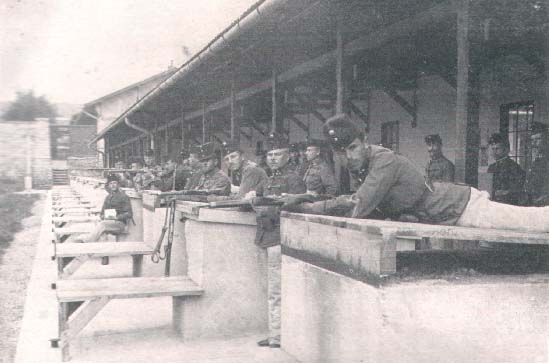
Poligono di tiro
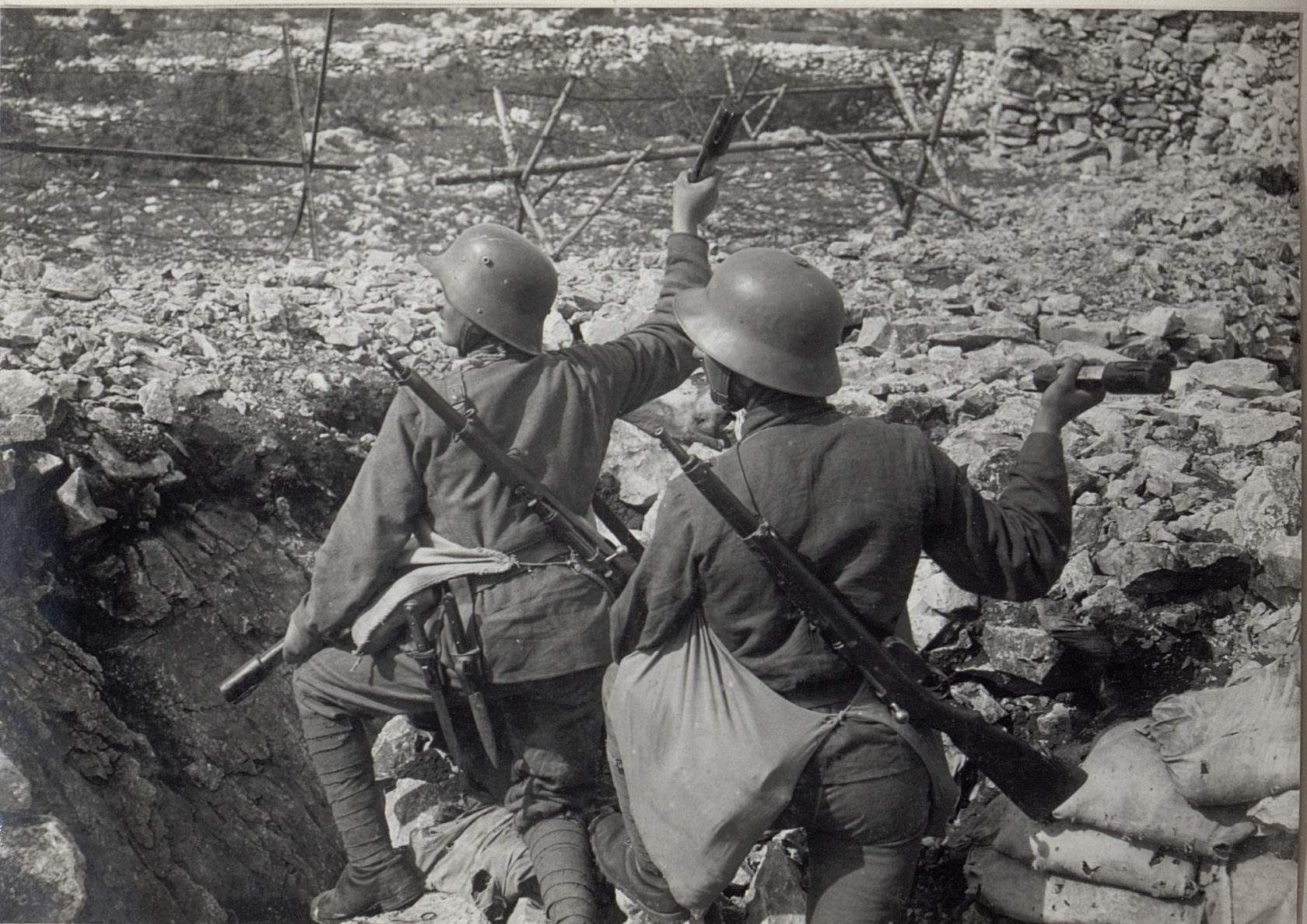
Fanteria austro-ungarica
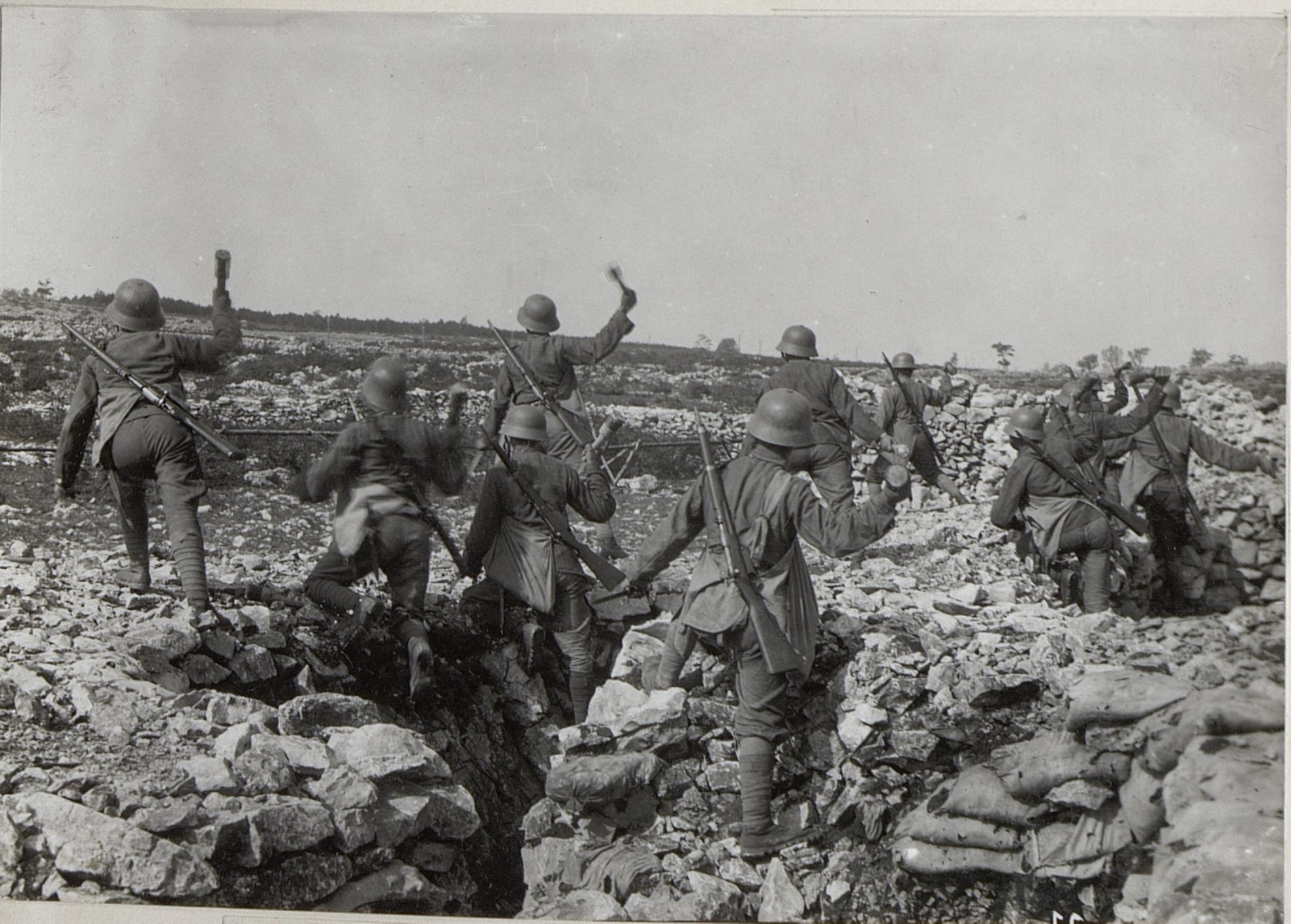
Truppe d'assalto (Stoßtrupp) sul fronte italiano, settembre 1917
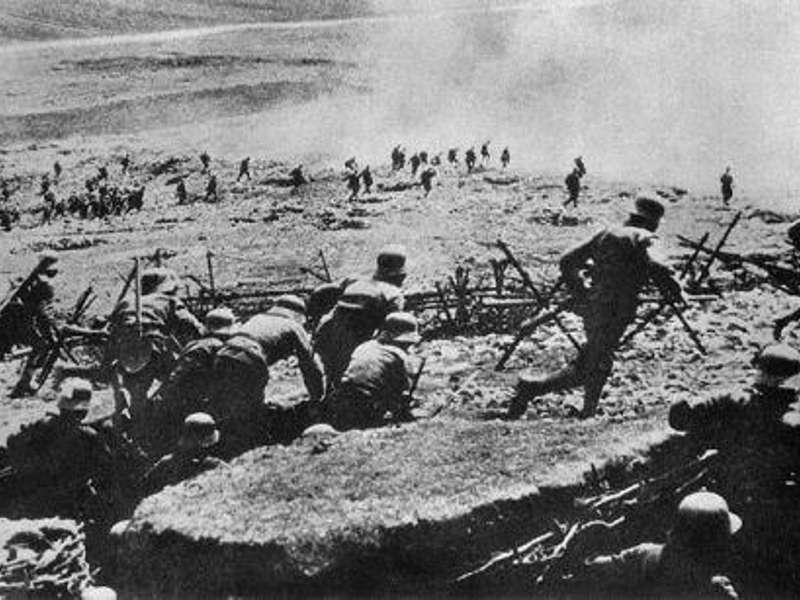
Attacco sul fronte dell'Isonzo
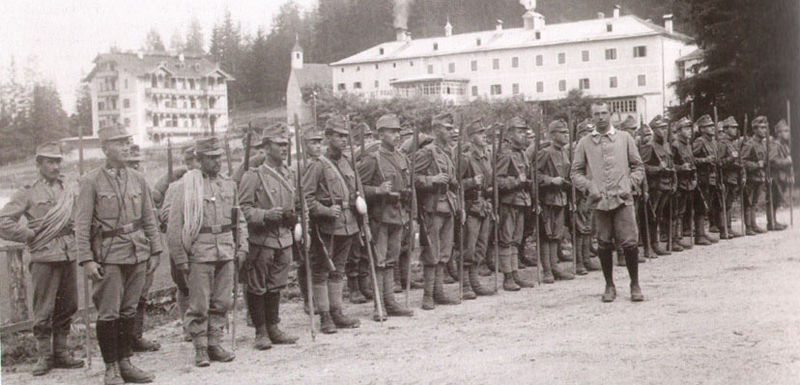
Gebirgsjäger nel 1917
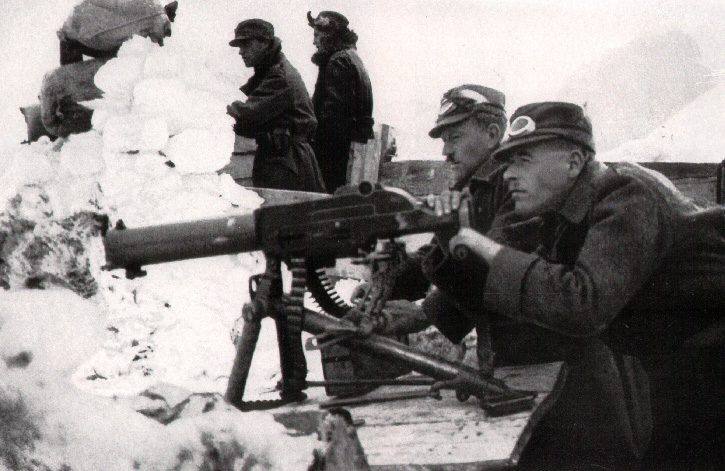
Mitraglieri austro-ungarici in alta quota in Tirolo
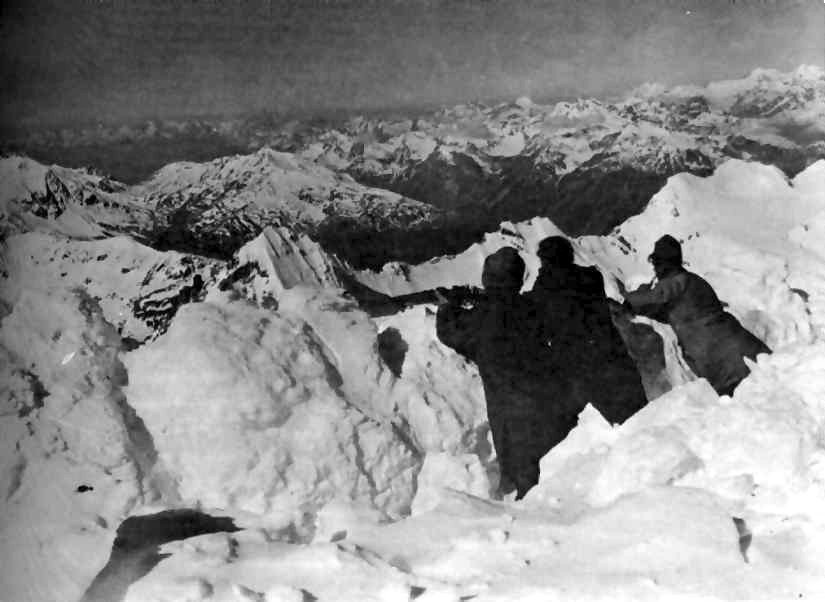
La trincea più alta nella storia della Grande Guerra (3.850 m) sulla cima dell'Ortles
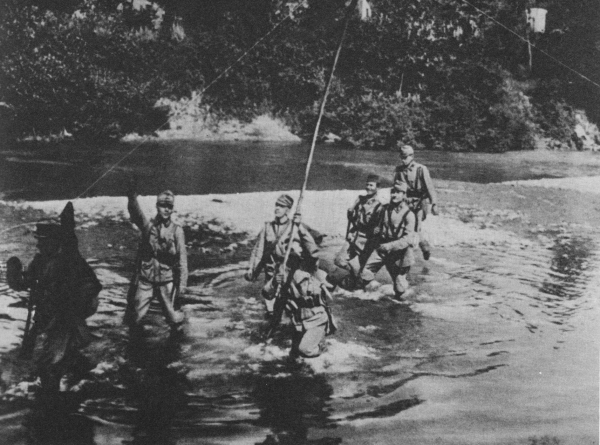
Sezione di telegrafisti campali mentre stendono i fili
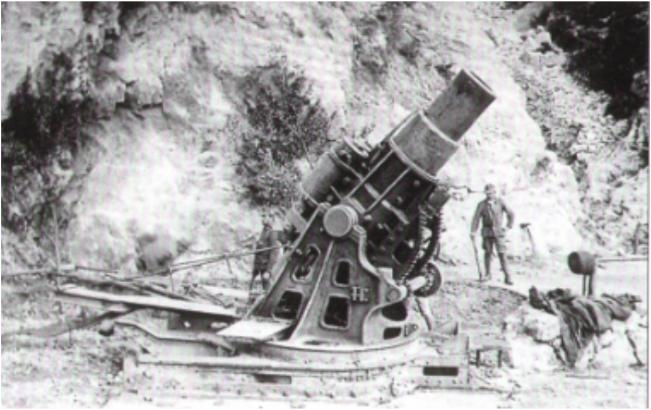
Obice pesante Škoda 30,5 cm Vz. 1911
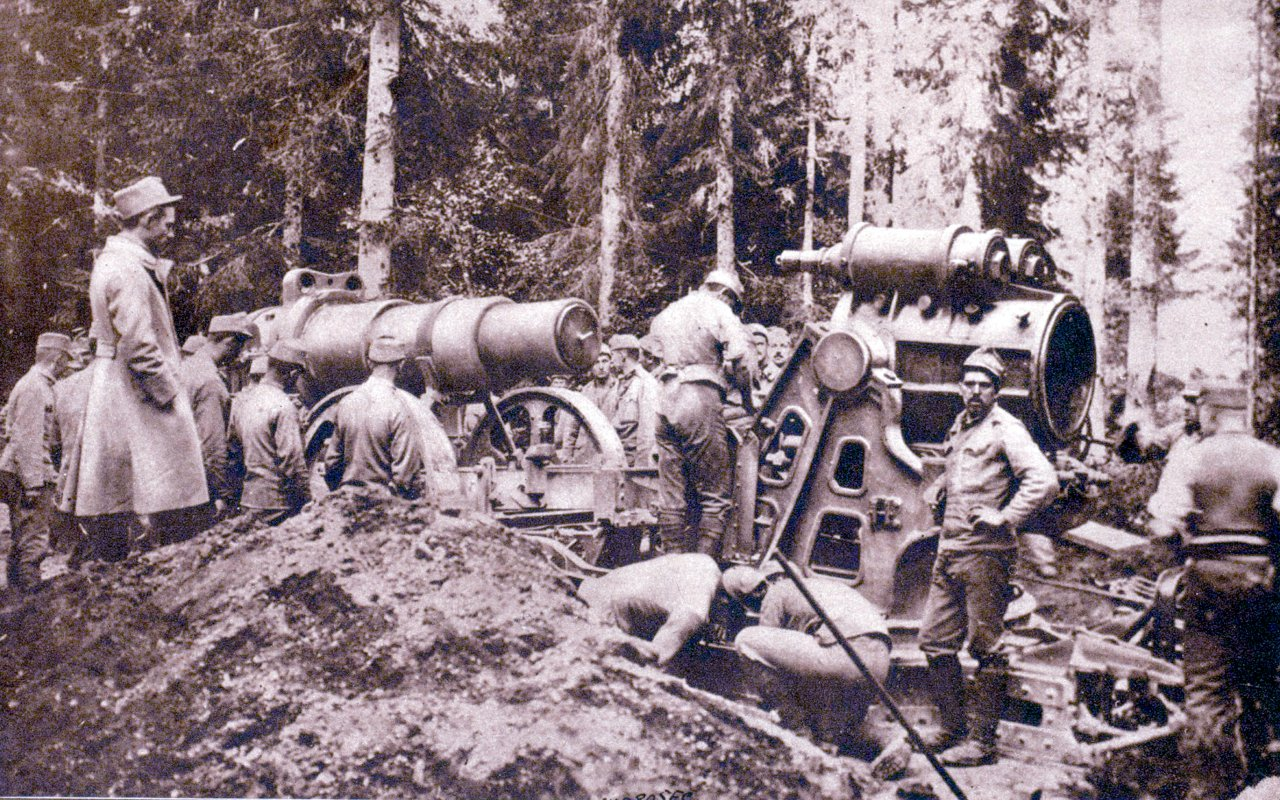
Škoda 30,5 cm Vz. 1911 sui Carpazi durante i combattimenti del 1914-1915
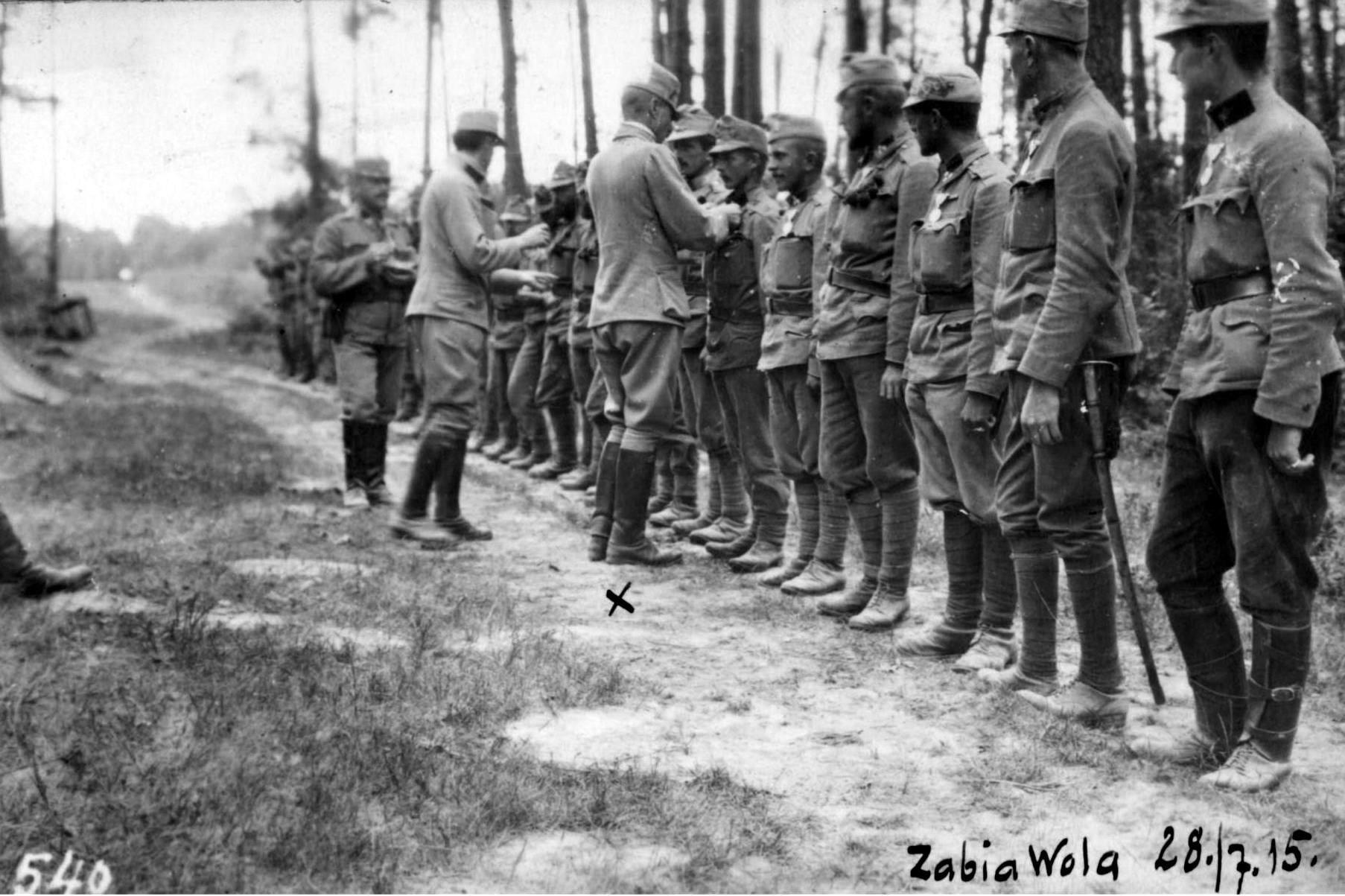
Soldati vengono decorati sul fronte orientale
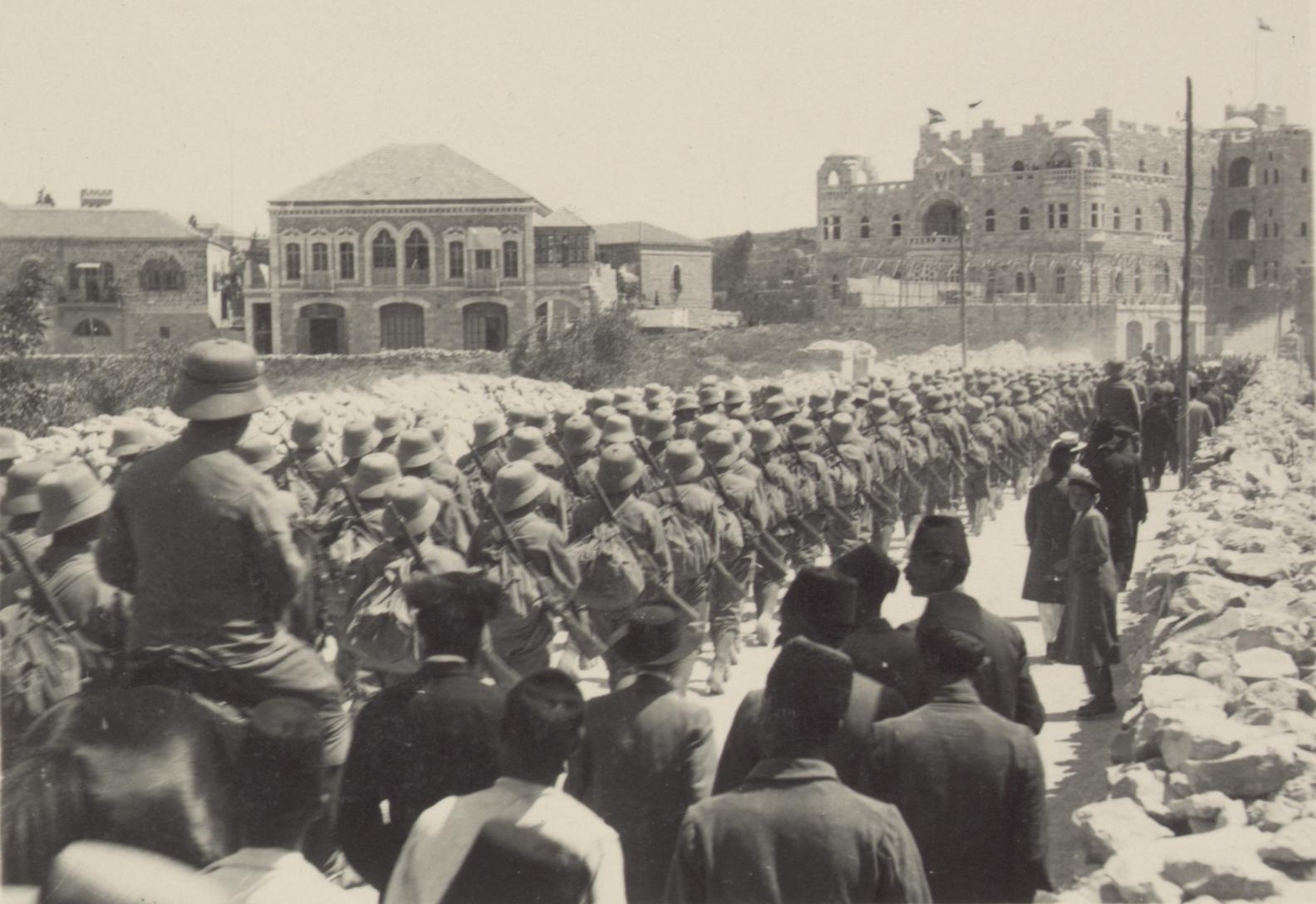
Reparto austriaco marcia a Gerusalemme
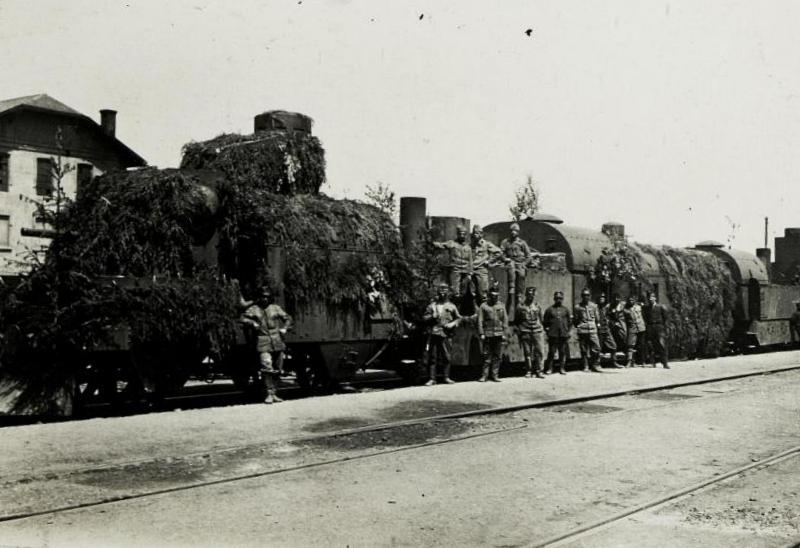
Treno corazzato Nr. 8
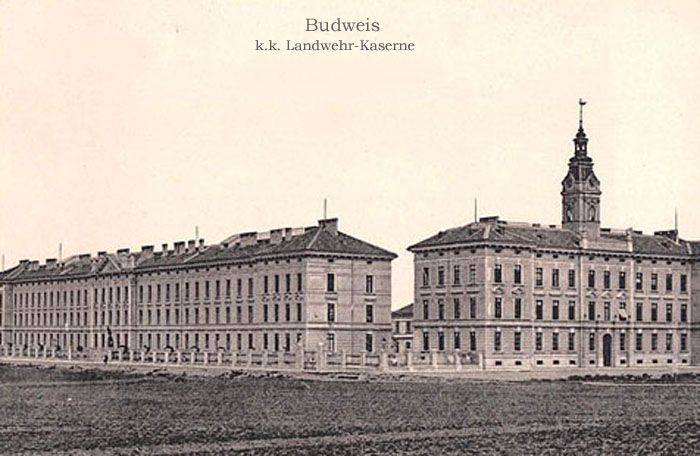
Caserme a České Budějovice